# Molophilus luteipennis
Molophilus luteipennis är en tvåvingeart som beskrevs av Alexander 1923. Molophilus luteipennis ingår i släktet Molophilus och familjen småharkrankar. Inga underarter finns listade i Catalogue of Life.